# Фенестрелле
О крепости см. Крепость Фенестрелле
Фенестрелле (итал. Fenestrelle) — коммуна в Италии, располагается в регионе Пьемонт, в провинции Турин.
Население составляет 615 человек (2008 г.), плотность населения составляет 13 чел./км². Занимает площадь 49 км². Почтовый индекс — 10060. Телефонный код — 0121.
Покровителем населённого пункта считается святой Людовик IX.

## Демография
Динамика населения:

## Администрация коммуны
- Официальный сайт: http://www.comune.fenestrelle.to.it/